# Olympische Winterspiele 1928/Teilnehmer (Großbritannien)
| Gelbes Symbol für Goldmedaillen mit stilisierten Olympischen Ringen | Graues Symbol für Silbermedaillen mit stilisierten Olympischen Ringen | Braundes Symbol für Bronzemedaillen mit stilisierten Olympischen Ringen |
| ------------------------------------------------------------------- | --------------------------------------------------------------------- | ----------------------------------------------------------------------- |
| —                                                                   | —                                                                     | 1                                                                       |

Das Vereinigte Königreich nahm an den II. Olympischen Winterspielen 1928 in St. Moritz mit einer Delegation von 32 Athleten, darunter 3 Frauen, teil.
| Sportart       | Sportler | Disziplin | Platz  | Bemerkung                    |
| -------------- | --- | --------- | ------ | ---------------------------- |
| Bob            | George Pim Guy Tracey David Griffith Frederick Browning Thomas Warner | Fünferbob | 10     | Großbritannien I             |
| Bob            | Henry Martineau Walter Birch John Dalrymple John Gee Edward Hall | Fünferbob | 9      | Großbritannien II            |
| Bob            | Als Reserveathleten waren aufgeboten: Capt. Horton, G. Gordon, J. H. Thompson, D. Northesk und Capt. Fullard (Großbritannien III)                                                              |           |        |                              |
| Eishockey      | Wilbert Hurst-Brown Colin Carruthers Eric Carruthers Ross Cuthbert (Kapitän) Bernard Fawcett Harold Greenwood Nevill Melland John Rogers Blane Sexton William Speechly Victor Tait Cecil Wylde | –         | 4      |                              |
| Eiskunstlauf   | Ian Bowhill | Herren    | 14     |                              |
| Eiskunstlauf   | Proctor Burman | Paarlauf  | 13     | zusammen mit Kathleen Lovett |
| Eiskunstlauf   | John Page | Herren    | 9      |                              |
| Eiskunstlauf   | John Page | Paarlauf  | 7      | zusammen mit Ethel Muckelt   |
| Eiskunstlauf   | Kathleen Lovett | Paarlauf  | 13     | zusammen mit Proctor Burman  |
| Eiskunstlauf   | Ethel Muckelt | Paarlauf  | 7      | zusammen mit John Page       |
| Eiskunstlauf   | Kathleen Shaw | Damen     | 14     |                              |
| Eisschnelllauf | Frederick Dix | 500 m     | 30     |                              |
| Eisschnelllauf | Frederick Dix | 1500 m    | 28     |                              |
| Eisschnelllauf | Frederick Dix | 5000 m    | 32     |                              |
| Eisschnelllauf | Leonard Stewart | 500 m     | 31     |                              |
| Eisschnelllauf | Leonard Stewart | 1500 m    | 27     |                              |
| Eisschnelllauf | Leonard Stewart | 5000 m    | 31     |                              |
| Eisschnelllauf | Cyril Horn | 500 m     | 32     |                              |
| Eisschnelllauf | Cyril Horn | 1500 m    | 24     |                              |
| Eisschnelllauf | Cyril Horn | 5000 m    | 23     |                              |
| Skeleton       | David Carnegie | –         | Bronze |                              |